# ウガンダ・シリング
ウガンダ・シリングはウガンダの通貨である。ISO 4217での通貨コードはUGX。2013年までは制度上、100セントが1シリングに当たるとされていたが、インフレーションのため、この事は有名無実化し、2013年をもって公式にもセントの補助単位は廃止された。
ウガンダ・シリングは、独立後の1966年に東アフリカ・シリングと等価で交換され、置き替わった。急激なインフレーションのために1987年に新しいシリングが導入され、旧100シリングが1シリングとなった。新しいシリングは安定した通貨となり、外国為替市場が発達していないウガンダにおいては、ほとんどの商取引の決済に使用されている。その他、米ドルも良く通用する。UKポンド、ユーロも使われている。

## 紙幣・硬貨
現在、50,000、20,000、10,000、5000、1000シリングの紙幣、1000、500、200、100、50シリングの硬貨が流通している。硬貨の材質は、1000シリングがバイメタル貨、500シリング以下がニッケルメッキ鋼鉄である。

## 為替レート
2016年3月22日13時59分現在1円＝30.1179ウガンダシリング